# Чемпіонат ФРН з футболу 1985—1986: Бундесліга
Сезон Бундесліги 1985–1986 був 23-ім сезоном в історії Бундесліги, найвищого дивізіону футбольної першості ФРН. Він розпочався 9 серпня 1985 і завершився 26 квітня 1986 року. Діючим чемпіоном країни була мюнхенська «Баварія», яка захистила титул, обійшовши бременський «Вердер»за кращою різницею голів.

## Формат змагання
Кожна команда грала з кожним із суперників по дві гри, одній вдома і одній у гостях. Команди отримували по два турнірні очки за кожну перемогу і по одному очку за нічию. Якщо дві або більше команд мали однакову кількість очок, розподіл місць між ними відбувався за різницею голів, а за їх рівності — за кількістю забитих голів. Команда з найбільшою кількістю очок ставала чемпіоном, а дві найгірші команди напряму вибували до Другої Бундесліги, а третя команда з кінця проводила матчі плей-оф з бронзовим призером Другої Бундесліги за право участі у Бундеслізі на наступний сезон.

## Зміна учасників у порівнянні з сезоном 1984–85
«Карлсруе» і «Айнтрахт» (Брауншвейг) напряму вибули до Другої Бундесліги, фінішувавши на двох останніх місцях турнірної таблиці попереднього сезону. На їх місце до вищого дивізіону підвищилися «Нюрнберг» і «Ганновер 96». Найвищий дивізіон також залишила «Армінія» (Білефельд), яка поступилася бронзовому призеру Другої Бундесліги «Саарбрюкену» у плей-оф за місце у Бундеслізі.

## Команди-учасниці
| Клуб                            | Місто                 | Стадіон                  | Вміщує |
| ------------------------------- | --------------------- | ------------------------ | ------ |
| «Бохум»                         | Бохум                 | Воновія Рурштадіон       | 40,000 |
| «Вердер»                        | Бремен                | Везерштадіон             | 32,000 |
| «Боруссія» (Дортмунд)           | Дортмунд              | Зігналь Ідуна Парк       | 54,000 |
| «Фортуна» (Дюссельдорф)         | Дюссельдорф           | Райнштадіон              | 59,600 |
| «Айнтрахт» (Франкфурт-на-Майні) | Frankfurt am Main     | Вальдштадіон             | 62,000 |
| «Гамбург»                       | Гамбург               | Фолькспаркштадіон        | 80,000 |
| «Ганновер 96»                   | Ганновер              | АВД-Арена                | 60,400 |
| «Кайзерслаутерн»                | Кайзерслаутерн        | Бетценберг               | 42,000 |
| «Кельн»                         | Кельн                 | Рейн Енергі Штадіон      | 61,000 |
| «Баєр 04»                       | Леверкузен            | Ульріх Габерланд Штадіон | 20,000 |
| «Вальдгоф»                      | Людвігсгафен-на-Рейні | Зюдвестштадіон           | 75,000 |
| «Боруссія» (Менхенгладбах)      | Менхенгладбах         | Бекельбергштадіон        | 34,500 |
| «Баварія» (Мюнхен)              | Мюнхен                | Олімпіаштадіон           | 80,000 |
| «Нюрнберг»                      | Нюрнберг              | Штедтішес Штадіон        | 64,238 |
| «Саарбрюкен»                    | Саарбрюккен           | Людвігспаркштадіон       | 40,000 |
| «Шальке 04»                     | Гельзенкірхен         | Паркштадіон              | 70,000 |
| «Штутгарт»                      | Штутгарт              | Неккарштадіон            | 72,000 |
| «Юрдінген 05»                   | Крефельд              | Гротенбург-Штадіон       | 28,000 |

- ↑  «Вальдгоф» проводив свої домашні ігри у сусідньому Людвігсгафені-на-Рейні, оскільки його домашня арена не відповідала вимогам Бундесліги.

## Турнірна таблиця
| Поз | Команда                         | І  | В  | Н  | П  | ГЗ | ГП | РГ  | О  | Кваліфікація або пониження                    |
| --- | ------------------------------- | -- | -- | -- | -- | -- | -- | --- | -- | --------------------------------------------- |
| 1   | «Баварія» (Мюнхен) (C)          | 34 | 21 | 7  | 6  | 82 | 31 | +51 | 49 | Перший раунд Кубка чемпіонів 1986—1987        |
| 2   | «Вердер»                        | 34 | 20 | 9  | 5  | 83 | 41 | +42 | 49 | Перший раунд Кубка УЄФА 1986—1987             |
| 3   | «Баєр 05» (Юрдінген)            | 34 | 19 | 7  | 8  | 63 | 60 | +3  | 45 | Перший раунд Кубка УЄФА 1986—1987             |
| 4   | «Боруссія» (Менхенгладбах)      | 34 | 15 | 12 | 7  | 65 | 51 | +14 | 42 | Перший раунд Кубка УЄФА 1986—1987             |
| 5   | «Штутгарт»                      | 34 | 17 | 7  | 10 | 69 | 45 | +24 | 41 | Перший раунд Кубка володарів кубків 1986—1987 |
| 6   | «Баєр 04»                       | 34 | 15 | 10 | 9  | 63 | 51 | +12 | 40 | Перший раунд Кубка УЄФА 1986—1987             |
| 7   | «Гамбург»                       | 34 | 17 | 5  | 12 | 52 | 35 | +17 | 39 |                                               |
| 8   | «Вальдгоф»                      | 34 | 11 | 11 | 12 | 41 | 44 | −3  | 33 |                                               |
| 9   | «Бохум»                         | 34 | 14 | 4  | 16 | 55 | 57 | −2  | 32 |                                               |
| 10  | «Шальке 04»                     | 34 | 11 | 8  | 15 | 53 | 58 | −5  | 30 |                                               |
| 11  | «Кайзерслаутерн»                | 34 | 10 | 10 | 14 | 49 | 54 | −5  | 30 |                                               |
| 12  | «Нюрнберг»                      | 34 | 12 | 5  | 17 | 51 | 54 | −3  | 29 |                                               |
| 13  | «Кельн»                         | 34 | 9  | 11 | 14 | 46 | 59 | −13 | 29 |                                               |
| 14  | «Фортуна» (Дюссельдорф)         | 34 | 11 | 7  | 16 | 54 | 78 | −24 | 29 |                                               |
| 15  | «Айнтрахт» (Франкфурт-на-Майні) | 34 | 7  | 14 | 13 | 35 | 49 | −14 | 28 |                                               |
| 16  | «Боруссія» (Дортмунд)           | 34 | 10 | 8  | 16 | 49 | 65 | −16 | 28 | Плей-оф за місце у Бундеслізі                 |
| 17  | «Саарбрюкен» (R)                | 34 | 6  | 9  | 19 | 39 | 68 | −29 | 21 | Пониження у класі до Другої Бундесліги        |
| 18  | «Ганновер 96» (R)               | 34 | 5  | 8  | 21 | 43 | 92 | −49 | 18 | Пониження у класі до Другої Бундесліги        |

1. 1 2  «Баварія» (Мюнхен) також виграла національний кубок, тож місце у Кубку володарів кубків відійшло до фіналіста кубкового змагання «Штутгарта», а місце останнього у Кубку УЄФА — до «Баєр 04».

## Результати
| Команда                         | БОХ | ВЕР | БРД | ФОР | АЙН | ГАМ | ГАН | КАЙ | КЕЛ | Б04 | ВАЛ | БРМ | БАВ | НЮР | СРБ | Ш04 | ШТТ | ЮРД |
| ------------------------------- | --- | --- | --- | --- | --- | --- | --- | --- | --- | --- | --- | --- | --- | --- | --- | --- | --- | --- |
| «Бохум»                         | —   | 2–3 | 6–1 | 5–3 | 2–1 | 2–0 | 3–2 | 3–2 | 2–0 | 1–1 | 0–1 | 2–2 | 3–0 | 2–1 | 3–1 | 1–1 | 0–2 | 1–2 |
| «Вердер»                        | 0–0 | —   | 4–2 | 7–3 | 4–0 | 2–0 | 8–2 | 2–0 | 2–0 | 5–0 | 2–2 | 1–1 | 0–0 | 2–1 | 1–0 | 3–1 | 6–0 | 6–1 |
| «Боруссія» (Дортмунд)           | 1–0 | 1–1 | —   | 1–2 | 4–2 | 1–1 | 2–0 | 4–2 | 5–1 | 1–1 | 0–0 | 2–3 | 0–3 | 1–4 | 3–1 | 1–1 | 2–0 | 5–2 |
| «Фортуна» (Дюссельдорф)         | 2–1 | 1–4 | 4–2 | —   | 0–1 | 3–1 | 2–2 | 0–0 | 1–3 | 2–1 | 4–1 | 2–0 | 4–0 | 2–1 | 2–2 | 1–1 | 0–7 | 1–1 |
| «Айнтрахт» (Франкфурт-на-Майні) | 1–0 | 0–2 | 2–1 | 2–0 | —   | 3–0 | 1–3 | 1–1 | 2–2 | 1–0 | 0–0 | 1–1 | 2–2 | 1–1 | 1–3 | 3–0 | 1–1 | 1–1 |
| «Гамбург»                       | 1–0 | 0–1 | 3–0 | 4–0 | 1–0 | —   | 3–0 | 4–1 | 0–0 | 1–3 | 3–0 | 4–1 | 0–0 | 2–1 | 4–0 | 2–0 | 2–0 | 1–4 |
| «Ганновер 96»                   | 1–2 | 2–4 | 1–4 | 1–0 | 0–0 | 0–2 | —   | 3–2 | 3–1 | 1–1 | 1–1 | 2–3 | 0–5 | 0–2 | 2–0 | 1–2 | 1–3 | 1–1 |
| «Кайзерслаутерн»                | 2–0 | 3–0 | 2–0 | 2–0 | 1–1 | 1–2 | 1–0 | —   | 1–0 | 4–1 | 0–0 | 1–1 | 0–2 | 0–3 | 1–1 | 0–0 | 2–2 | 5–1 |
| «Кельн»                         | 3–0 | 3–3 | 2–0 | 1–3 | 1–1 | 1–1 | 3–0 | 1–1 | —   | 2–3 | 0–1 | 0–2 | 1–1 | 3–1 | 3–1 | 4–2 | 2–1 | 1–1 |
| «Баєр 04»                       | 4–2 | 5–1 | 2–1 | 3–1 | 2–0 | 3–2 | 4–1 | 3–2 | 1–1 | —   | 3–1 | 3–1 | 1–2 | 0–0 | 2–0 | 2–0 | 2–1 | 2–2 |
| «Вальдгоф»                      | 4–1 | 1–1 | 0–0 | 2–1 | 0–0 | 0–1 | 5–1 | 1–1 | 1–1 | 1–0 | —   | 3–1 | 0–4 | 0–1 | 1–0 | 3–0 | 5–3 | 2–0 |
| «Боруссія» (Менхенгладбах)      | 2–0 | 1–2 | 2–1 | 5–1 | 1–1 | 2–1 | 4–3 | 3–0 | 1–1 | 2–2 | 1–1 | —   | 4–2 | 3–0 | 2–0 | 4–0 | 1–1 | 1–2 |
| «Баварія» (Мюнхен)              | 6–1 | 3–1 | 0–1 | 2–3 | 3–0 | 2–0 | 6–0 | 5–0 | 3–1 | 0–0 | 3–1 | 6–0 | —   | 2–1 | 5–1 | 3–2 | 4–1 | 5–1 |
| «Нюрнберг»                      | 0–1 | 2–2 | 0–0 | 3–2 | 4–1 | 0–1 | 3–3 | 3–1 | 3–0 | 3–2 | 2–0 | 2–4 | 0–1 | —   | 2–0 | 3–1 | 0–1 | 1–2 |
| «Саарбрюкен»                    | 0–1 | 1–1 | 1–1 | 1–1 | 2–2 | 2–2 | 2–1 | 0–6 | 1–2 | 3–1 | 2–1 | 1–3 | 1–1 | 3–0 | —   | 3–2 | 1–1 | 1–2 |
| «Шальке 04»                     | 4–2 | 0–1 | 6–1 | 1–1 | 3–1 | 1–0 | 2–2 | 2–3 | 3–0 | 2–2 | 3–1 | 2–2 | 0–1 | 2–0 | 3–2 | —   | 1–2 | 2–0 |
| «Штутгарт»                      | 0–4 | 2–1 | 4–0 | 5–0 | 2–1 | 1–0 | 7–0 | 2–0 | 5–0 | 2–2 | 3–1 | 0–0 | 0–0 | 3–1 | 3–1 | 0–1 | —   | 0–2 |
| «Баєр 05» (Юрдінген)            | 3–2 | 1–0 | 2–0 | 5–2 | 1–0 | 0–3 | 3–3 | 3–1 | 3–2 | 2–1 | 1–0 | 1–1 | 1–0 | 6–2 | 2–1 | 3–2 | 1–4 | —   |

## Плей-оф за місце в Бундеслізі
«Боруссія» (Дортмунд) і бронзовий призер Другої Бундесліги «Фортуна» (Кельн) змагалися за місце у Бундеслізі наступного сезону у двоматчевому плей-оф. За сумою двох ігор рахунок був нічийним 3–3, тож був призначений додатковий третій матч, в якому «Боруссія» розгромно перемогла 8–0 і зберегла за собою місце у найвищому дивізіоні.
| 13 травня 1986 |

| «Фортуна» (Кельн)     | 2–0             | «Боруссія» (Дортмунд) |
| --------------------- | --------------- | --------------------- |
| Грабош 53' Ріхтер 75' | Протокол (нім.) |                       |

| Мюнгерсдорфер, Кельн Глядачів: 44,000 Арбітр: Фолькер Рот (Зальцгіттер) |

| 17 травня 1986 |

| «Боруссія» (Дортмунд)                   | 3–1             | «Фортуна» (Кельн) |
| --------------------------------------- | --------------- | ----------------- |
| Цорк 54' (pen) Редукану 68' Вегманн 90' | Протокол (нім.) | Грабош 14'        |

| Зігналь Ідуна Парк, Дортмунд Глядачів: 54,000 Арбітр: Арон Шмідгубер (Оттобрунн) |

| 30 червня 1986 |

| «Боруссія» (Дортмунд)                                                                         | 8–0             | «Фортуна» (Кельн) |
| --------------------------------------------------------------------------------------------- | --------------- | ----------------- |
| Гупе 31' Цорк 46', 89' Андербрюгге 49' Шторк 61' Зіммес 66' Вегманн 84' (pen) Пагельсдорф 90' | Протокол (нім.) |                   |

| Райнштадіон, Дюссельдорф Глядачів: 50,000 Арбітр: Карл-Гайнц Трічлер (Фрайбург) |

## Найкращі бомбардири
22 голи
- Штефан Кунц («Бохум»)

21 гол
- Карл Алльгевер («Штутгарт»)

20 голів
- Франк Нойбарт («Вердер»)

17 голів
- Чха Бом Ґин («Баєр 04»)

16 голів
- Томас Аллофс («Кайзерслаутерн»)
- Юрген Клінсманн («Штутгарт»)
- Клаус Тойбер («Шальке 04»)

15 голів
- Дітер Генесс («Баварія» (Мюнхен))

14 голів
- Герберт Вас («Баєр 04»)
- Юрген Вегманн («Боруссія» (Дортмунд))

## Склад чемпіонів
| «Баварія» (Мюнхен) |
| --- |
| Воротарі: Жан-Марі Пфафф (24); Раймонд Ауманн (11). Захисники: Ганс Пфлюглер (34 / 6); Норберт Едер (34 / 2); Клаус Аугенталер (31 / 4); Гольгер Вільмер (20 / 2); Бертрам Баєрлорцер (12). Півзахисники: Серен Лербю (31 / 8); Норберт Нахтвайг (27 / 4); Лотар Маттеус (23 / 10); Гельмут Вінкльгофер (13 / 2); Манфред Швабль (7); Ганс-Дітер Флік (6); Вольфганг Дреммлер (4). Нападники: Дітер Генесс (31 / 15); Міхаель Румменігге (31 / 10); Роланд Вольфарт (25 / 13); Людвіг Кегль (22); Франк Гартманн (19 / 4); Райнгольд Маті (19 / 2). (кількість ігор і голів наведені у дужках) Головний тренер: Удо Латтек. Був у заявці, але не взяв участі у жодній грі чемпіонату: Крістіан Пфертнер; Вольфганг Гробе; Угур Тютюнекер. |